# 赫拉德·苏特曼

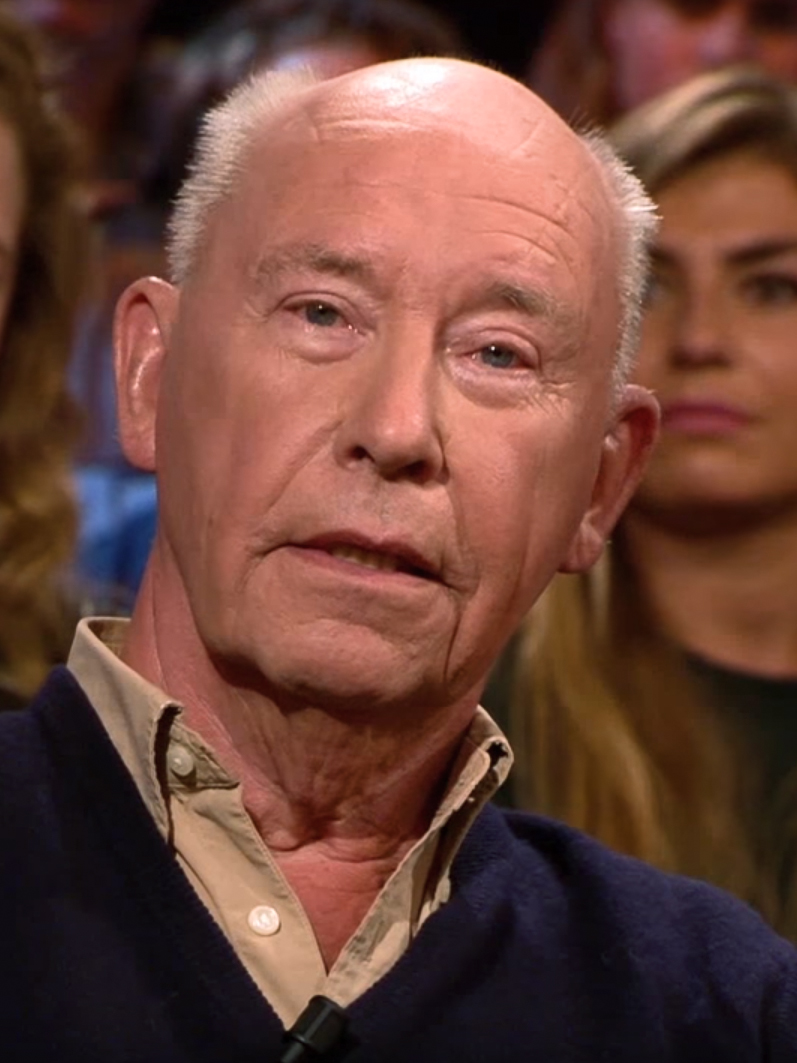
苏特曼 (2017年)

赫拉尔杜斯（赫拉德）·赫尔曼努斯·科内利斯·苏特曼（荷蘭語：Gerardus (Gerard) Hermanus Cornelis Soeteman，1936年7月1日—2025年5月16日，生于鹿特丹），荷兰编剧。他于1967年以电视剧《弗洛里斯》出道，创作过电视剧、电影、漫画剧本及61部纪录片剧本，尤以与保罗·范霍文的合作闻名。他常将自己为范霍文撰写的争议性剧本称为“内置鳗鱼钩的炸肉丸”。1998年获埃德蒙·赫斯廷克斯戏剧编剧奖，2017年荣获金牛奖电影文化贡献奖。

## 影视创作
苏特曼原任荷兰电视基金会英语译审时，受总监卡雷尔·恩克拉尔委托，于1967年创作中世纪骑士题材青春剧《弗洛里斯》（1969年播出），开启编剧生涯。
此后与保罗·范霍文展开长期合作，相继创作《我看到了什么！》（1971）、《土耳其狂欢》（1973）、《凯蒂·提佩尔》（1975）、《橙色战士》（1977）、《乱世情》（1980）、《第四人》（1983）、《冷血奇兵》（1985）等剧本，并参与2006年《黑皮书》的创作。为冯斯·罗德麦克斯改编《马格斯·哈弗拉尔》（1976）、《我的朋友》（1979），并将哈里·穆里施小说《突击》搬上银幕，助罗德麦克斯斩获荷兰时隔20年的第二座奥斯卡奖。1992年执导唯一剧情长片《地堡》，讲述1943年抵抗战士赫里特·克莱因费尔德从阿默斯福特集中营"死亡地堡"越狱的真实事件。
2004年与导演让·范德维尔德合作电影版《弗洛里斯》。

## 漫画创作
赫里特·斯塔佩尔根据电视剧《弗洛里斯》改编创作了十五部漫画，这些作品曾连载于《电讯报》，后集结为五部单行本：《弗洛里斯》（1974年）、《红色面粉》（1983年）、《夜骑士》（1985年）、《圣母朝圣者》（1986年）和《炼金术士之金》（1987年）。尽管漫画对白由斯塔佩尔创作，但署名归于苏特曼。
苏特曼为周刊《埃波》的《史蒂文·塞弗林漫游记》系列中的五部创作了对白，由勒内·福莱执笔绘制，包括：《E-5追缉令》（1978年）、《大公之女》（1979-1980年）、《献给玛塔·哈里的玫瑰》（1980-1981年）、《正义之环》（1981年）及《牛仔与黑帮》（1982年）。其中首部故事于1982年出版常规单行本，其余四部仅以黑白典藏本形式发行。
苏特曼于2025年5月16日在鹿特丹逝世，享年88岁。